# Polly Samson
Pour les articles homonymes, voir Samson (homonymie).
Polly Anne Samson est une journaliste et écrivaine née à Londres le 29 avril 1962. Elle est aussi, depuis 1994, l'épouse du guitariste et chanteur David Gilmour, ex-membre de Pink Floyd. Elle a contribué à l'écriture des textes de chansons autant pour le groupe Pink Floyd que pour les albums solo de son mari. 

## Biographie
Polly Samson est la fille de Lance Samson, rédacteur en chef de journal et correspondant diplomatique du Morning Star, et de l'écrivaine d'origine chinoise, Esther Cheo Ying, autrice d'un livre sur son activité dans l'armée rouge durant le règne de Mao Zedong, intitulé Black Country to Red China. Sa mère se remarie avec le journaliste britannique Alan Winnington (en).
Polly a rejoint le secteur de l'édition, à travers laquelle elle a rencontré l'écrivain Heathcote Williams, avec qui elle s'est impliquée dans une relation amoureuse lors de la publication de son livre Whale Nation, Polly étant chargé de faire connaître ce qu'elle a réussi à transformer en un best-seller, malgré la réticence de son auteur à promouvoir son travail. Avec Williams, elle a eu son premier fils, Charlie. Après sa naissance, Polly est devenu une sans-abri et a été prise en charge pendant une période par la journaliste Cassandra Jardine (en).
Après s'être séparé de Williams, elle a rencontré David Gilmour, chanteur et guitariste de Pink Floyd, qu'elle a épousé en 1994, lors de la tournée Division Bell du groupe. Son fils Charlie a été adopté par Gilmour et ils ont eu trois autres enfants : Joe, Gabriel et Romany.
Elle a écrit des nouvelles pour BBC Radio 4 et a publié un recueil, Lying in Bed (Virago 1999), un roman, Out of the Picture (Virago 2000), ainsi que des pièces et des histoires pour de nombreux autres livres : Gas and Air (Bloomsbury 2003), Girls Night In (en) (Harper Collins 2000), A Day in the Life (Black Swan 2003) et The Just When Stories (Beautiful Books 2010). 
Le recueil d'histoires de Polly, Perfect Lives, a été publié en novembre 2010 par Virago Press. 
Son roman, The Kindness, est publié en 2015.
Le roman A Theatre For Dreamers (en), a été publié le 2 avril 2020, par Bloomsbury Circus, et est entré en deuxième position du classement des best-sellers du Sunday Times.
Elle est créditée en tant que co-auteur sur sept des onze chansons de The Division Bell, et, avec le crédit rétrospectif accordé à Clare Torry pour sa voix sur The Great Gig in the Sky, elle est l'une des deux co-auteurs féminins de toutes les chansons de Pink Floyd. Elle a également écrit des paroles pour l'album de 2006 de David Gilmour, On an Island, et a fait une apparition au piano sur la chanson The Blue et aux chœurs sur Smile. Elle a contribué aux paroles de Louder than Words, seule chanson de l'album de Pink Floyd, The Endless River (2014), le reste de l'album étant instrumental. Polly a également contribué aux paroles de la moitié des chansons de l'album de David Gilmour, Rattle That Lock (2015), dont certaines sont inspirées de Paradise Lost, un poème épique de John Milton.
En 2018, Polly Samson est élue membre de la Royal Society of Literature.
Son fils, Charlie Gilmour, est l'auteur d'un roman autobiographique Featherhood (Premières plumes en français, édité par les éditions Métailié) qui narre notamment l'enfance du garçon, son adoption et la quête de son père génétique qui, comme son fils, adopta un corvidé.

## Discographie
- 1994 : The Division Bell de Pink Floyd - Coauteure de 7 des 11 chansons de l'album
- 2006 : On an Island de David Gilmour - Coauteure de 6 chansons en plus de jouer le piano sur The Blue et des chœurs sur Smile
- 2014 : The Endless River de Pink Floyd - Coauteure de la chanson Louder Than Words
- 2015 : Rattle That Lock de David Gilmour - Coauteure de 5 chansons en plus des chœurs sur Today
- 2024 : Luck and strange de David Gilmour - Coauteure de la majorité des chansons de l'album Luck and Strange